# Hedysarum enaffae
Hedysarum enaffae là một loài thực vật có hoa trong họ Đậu. Loài này được Sultanova miêu tả khoa học đầu tiên.